# Челябинский цинковый завод
АО «Челя́бинский ци́нковый заво́д» (ЧЦЗ) — российское предприятие цветной металлургии, расположенное в городе Челябинске. Структурно ЧЦЗ входил в «цинковый дивизион» группы ЧТПЗ, с 29 сентября 2009 года — контрольный пакет акций был приобретен консорциумом независимых инвесторов, в составе которых РМК и  УГМК. В октябре 2016 года ФАС разрешило УГМК консолидировать 100% акций ЧЦЗ.

## История
Челябинский цинковый завод был введён в строй 14 июля 1935 года. В 1993 году предприятие было преобразовано в акционерное общество открытого типа.
С ноября 2006 года акции завода котируются на Лондонской фондовой бирже и Российской товарно-сырьевой бирже.
В апреле 2006 года ЧЦЗ приобрёл казахстанскую компанию Nova Цинк (Карагандинская область), а в июне 2007 года британскую компанию Brock Metal, крупного производителя цинковых и алюминиевых сплавов.

### Строительство

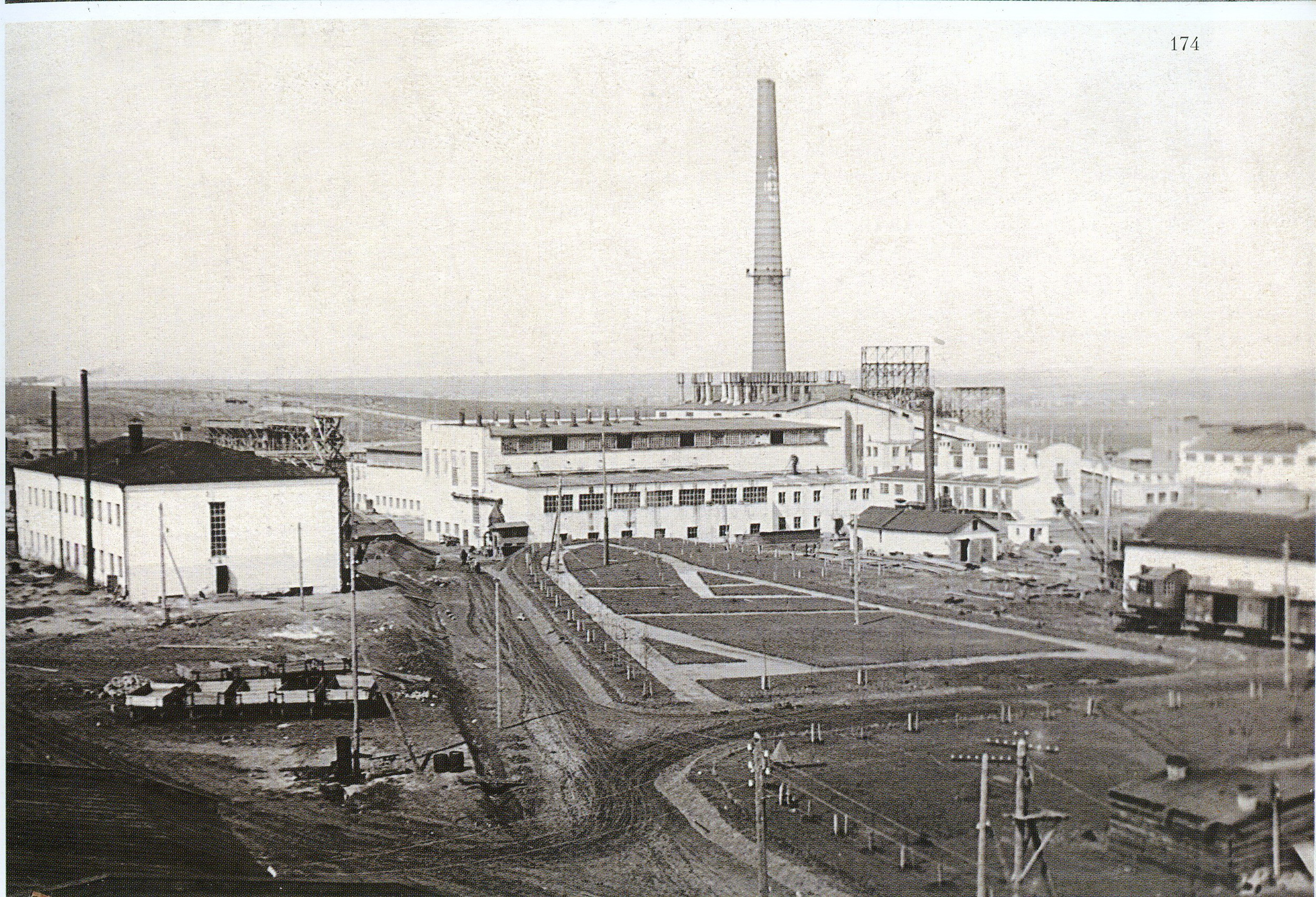
Строительство Челябинского цинкового завода

21 мая 1929 года жители областного центра впервые узнали о строительстве цинкового завода из газеты «Челябинский рабочий».
10 сентября того же года было основано управление по строительству завода «Уралцинкострой». Именно с этого дня началась история Челябинского цинкового завода.
Осенью 1930 года строители приступили к возведению зданий и сооружений Челябинского цинкового завода. Первыми были построены заводоуправление, деревообрабатывающая и механическая мастерские, пожарное и паровозное депо, лаборатория, железнодорожные ветки.
Первоначально срок запуска Челябинского цинкового завода наметили на октябрь 1932 года. Но это было невозможно из-за ранее перечисленных проблем с финансированием, задержкой оборудования поставщиками. Следующий срок сдачи завода в эксплуатацию был поставлен на 1 декабря 1933 года. В январе 1934 года контроль над ходом строительства цинкового завода начал осуществлять Челябинский обком партии, что существенно ускорило решение многих вопросов.
К декабрю 1933 г. в строительство первой очереди ЧЦЗ было вложено 17 млн руб., в жилищное – 1,3 млн. Готовность завода к запуску составляла 53%. На завершение стройки требуется 8,5 млн руб., в том числе на 2,5 млн руб. – на жилье для работников. 
6 ноября 1934 года на опытной установке из калатинского концентрата был получен первый катодный цинк. Летом 1934 года завод посетил нарком тяжелой промышленности СССР Г. К. Орджоникидзе.
5 апреля 1935 сдается в эксплуатацию фидерная подстанция. Включение проходит нормально, оборудование работает исправно. 9 апреля с катодов снимают первый уральский металлический цинк.
Приказом от 14 июня 1935 года образована государственная приемочная комиссия. Комиссия прибыла на завод в середине июня и работала месяц. 14 июля 1935 года комиссия подписала паспорт Челябинского цинкового завода, согласно которому фактическая мощность объекта составляла десять тысяч тонн электролитного цинка.

### Военные годы
Роль Челябинского цинкового завода в годы войны трудно переоценить. ЧЦЗ был единственным предприятием, производившим для нужд обороны электролитный цинк, кадмий, индий. В 1942 году на ЧЦЗ было освоено производство технической серной кислоты из сернистых газов обжиговых печей, а в 1943 году на предприятии начато производство медного купороса. 
Утром 22 июня 1941 года первым о войне на заводе узнал дежурный, получивший сообщение из Москвы из наркомата цветной металлургии. В тот же день руководство завода вскрыло сверхсекретный пакет с мобилизационным предписанием. Согласно документу продукция завода направлялась в основном на предприятия наркомата боеприпасов. 
На следующий день начался отток работников предприятия на фронт, и завод столкнулся с кадровой проблемой. В первый год на войну ушли около 500 инженеров, рабочих и служащих завода.
В 1942 году немцы вывели из строя завод «Электроцинк» в Орджоникидзе. С тех пор электролитный цинк и кадмий страна (армия, фронт) получала только из Челябинска. Логично, что после этого заводчане почувствовали внимание к себе: улучшилось снабжение материалами, возобновились реконструкция и даже новое строительство, введение новых мощностей. 
К концу 1945 года завод оказывал социальную помощь 418 семьям фронтовиков. В том числе семей погибших – 107, вернувшихся домой – 102, инвалидов войны – 32. В 1945 году им было выдано: деньгами – 40 тысяч рублей, а также кожаной обуви – 180 пар, валенок – 60 пар, трикотажа – 268 штук, мануфактуры – 1250 м, картофеля – 17 тонн, леса – 70 м3, сена – 12 тонн, угля – 816 тонн, дров – 408 м3. Дважды в том году выдавались американские подарки.

### Годы перестройки
Невероятно сложным для завода оказался послевоенный период. Высокий износ оборудования и зданий, сильная загазованность и запыленность на рабочих местах требовали модернизации производства. В ходе осуществления мероприятий по совершенствованию технологических процессов строится отделение электрофильтров для очистки обжиговых газов, начинается выпуск цинкового купороса и редких металлов.
C середины 1950-х годов началась коренная реконструкция и техническое перевооружение практически всех переделов и цехов. Самым важным событием стало применение впервые в стране обжига цинковых концентратов в печах "кипящего слоя". В этот же период  вводятся в эксплуатацию две новых вельц-печи для переработки кеков. Полностью перестраивается выщелачивательный цех. На переплавке катодного цинка отражательные печи меняются на индукционные с механизированными линиями загрузки, розлива и штабелирования цинка. 
Модернизация, расширение производства, совершенствование технологии проводятся и в последующие годы.
В 1960-х годах  осуществляется расширение производственных мощностей до 70 тыс. тонн металлического цинка в год. Строится новый цех для переработки окислов, образующихся при вельцевании цинковых кеков, c отделением по выпуску индия.
К 1970 году завод извлекает в готовую продукцию одиннадцать химических элементов, при  этом степень извлечения цинка из сырья достигает 97%.
Одновременно для полной утилизации сернистых газов обжиговых печей строятся три новых сернокислотных системы с дальнейшим их переводом на схему двойного контактирования, что позволяет значительно улучшить экологическую ситуацию.
В результате реконструкции конца 1980-х годов производственная мощность завода увеличивается до 130 тыс. тонн цинка в год.
В феврале 1993 года путем преобразования государственного предприятия «Челябинский электролитный цинковый завод» было создано акционерное общество открытого типа «Челябинский электролитный цинковый завод».
В мае 2002 года акционерное общество открытого типа «Челябинский электролитный цинковый завод» переименовано в открытое акционерное общество «Челябинский  цинковый завод» (ОАО «ЧЦЗ»).
Реализуя свою стратегию, ОАО «ЧЦЗ» стремится поддерживать, расширять и повышать эффективность своих производственных объектов. Значительная часть производственных объектов ЧЦЗ в рамках намеченной стратегии прошла модернизацию или реконструкцию.

### Современность
В 1999 — 2002 годах ОАО «ЧЦЗ» произвёл суммарные капитальные затраты в объеме 2,54 млрд. рублей, из которых 2,3 млрд. рублей было вложено в модернизацию и расширение его производственных объектов. В результате общая производственная мощность увеличилась со 130 до 160 тыс. тонн цинка в год.
В 2003 году на Челябинском цинковом заводе введен в эксплуатацию автоматизированный комплекс электролиза цинка (КЭЦ), позволивший компании стать единственным российским производителем цинка качества SPECIAL HIGH GRADE (SHG) с чистотой металла 99,995 %. Введение в строй нового комплекса электролиза цинка расширило производственный потенциал завода до 200 тыс. тонн цинка.
В декабре 2004 года Лондонской Биржей Металлов была зарегистрирована торговая марка CZP SHG (CHELYABINSK ZINC PLANT SPECIAL HIGH GRADE), гарантирующая чистоту металла не ниже 99,995% по содержанию цинка.
Основная специализация компании — производство высококачественных сплавов на основе цинка SHG, в том числе сплавов для горячего цинкования с добавками никеля, алюминия, сурьмы, а также . В спектр реализуемой продукции помимо цинка входят также кадмий, индий, серная кислота, сульфат цинка.
Основными потребителями продукции ОАО «ЧЦЗ» являются крупнейшие российские металлургические предприятия – Магнитогорский металлургический комбинат, Северсталь, Челябинский трубопрокатный завод, Каширский завод сталей с покрытием и другие. Продукция с маркой ОАО «ЧЦЗ» используется в различных отраслях промышленности: при цинковании стального листа для металлоконструкций и автомобилестроения, в химической промышленности, машиностроении.
В 2006 году ОАО «Челябинский цинковый завод» приобрел 100% контроль над компанией Nova Цинк. На сегодняшний момент ТОО «Nova Цинк» представляет сырьевой комплекс компании, являясь оператором по добыче свинцово-цинковых руд месторождения «Акжал» в Республике Казахстан, производя цинковый и свинцовый концентраты.  Добыча руды на Акжалском месторождении ведется открытым способом, по итогам 2009 года добыто  1,14 млн. тонн руды, произведено 34,8 тыс. тонн цинка в концентрате. Потребности металлургического комплекса ОАО «ЧЦЗ» за счет концентратов, поставляемых ТОО «Nova Цинк», обеспечиваются на 20%.
В январе 2007 года ОАО «ЧЦЗ» было подписано лицензионное соглашение с Федеральным агентством по недропользованию России (Роснедра) на разведку и разработку Амурского цинкового месторождения (п. Амурский) в Брединском районе Челябинской области. Компания выполнила все обязательства, предусмотренные лицензионным соглашением. Подготовлен «Отчет о результатах поисково–оценочных работ, выполненных в 2007-2008 годах на Амурском месторождении цинковых руд с подсчетом запасов по состоянию на 1 октября 2008 года». Выполнен аудит запасов месторождения по кодексу JORC. В рамках работ по проектированию ЗАО «Горный проектно-строительный центр» подготовлено технико-экономическое обоснование строительства горно-обогатительного комбината. Результаты аудита и расчеты экономической эффективности проекта свидетельствуют о нецелесообразности дальнейших инвестиций в освоение месторождения при текущем уровне цен. В связи с неблагоприятной рыночной конъюнктурой дальнейшее освоение месторождения приостановлено.
В рамках стратегии повышения рентабельности бизнеса и увеличения доли продукции с большей добавленной стоимостью в июне 2007 года ЧЦЗ завершил сделку по приобретению ведущего производителя цинковых сплавов для литья под давлением в Великобритании The Brock Metal Company Limited. Сделка позволила ЧЦЗ расширить свою производственную деятельность на международном уровне и получить выход на новые перспективные рынки Европы.
Крупнейшим инвестиционным проектом, завершенным в 2007 году, явилось строительство комплекса вельц-печи №5.
В 2009 году контрольный пакет акций компании был приобретен консорциумом независимых инвесторов. Среди которых — РМК и УГМК.
В 2011 году Коллективный договор ЧЦЗ был признан лучшим на Южном Урале. Кроме того, по итогам года завод был удостоен престижной городской премии "Признание". В конце года завод присоединился к программе экологического мониторинга выбросов. 
В 2012 году Акжальский ГОК отметил свое 60-летие. Челябинский цинковый завод получил Сертификат доверия работодателю.
В 2014 году на территории завода был открыт мемориал работникам завода — участникам ВОВ. Продолжается строительство комплекса вельц-печи №6. 
В 2015 году ЧЦЗ отметил 80-летний юбилей. Был запущен водооборот сернокислотного цеха. В июле была выплавлена 8-миллионная тонна цинка.  

### Юбилейные плавки
- 1 000 000 тонн – 1961 год
- 2 000 000 тонн – 1971 год
- 3 000 000 тонн – 1979 год
- 4 000 000 тонн – 1986 год
- 5 000 000 тонн – 1995 год
- 6 000 000 тонн – 2002 год
- 7 000 000 тонн – 2009 год
- 8 000 000 тонн – 2015 год

### Метеорит

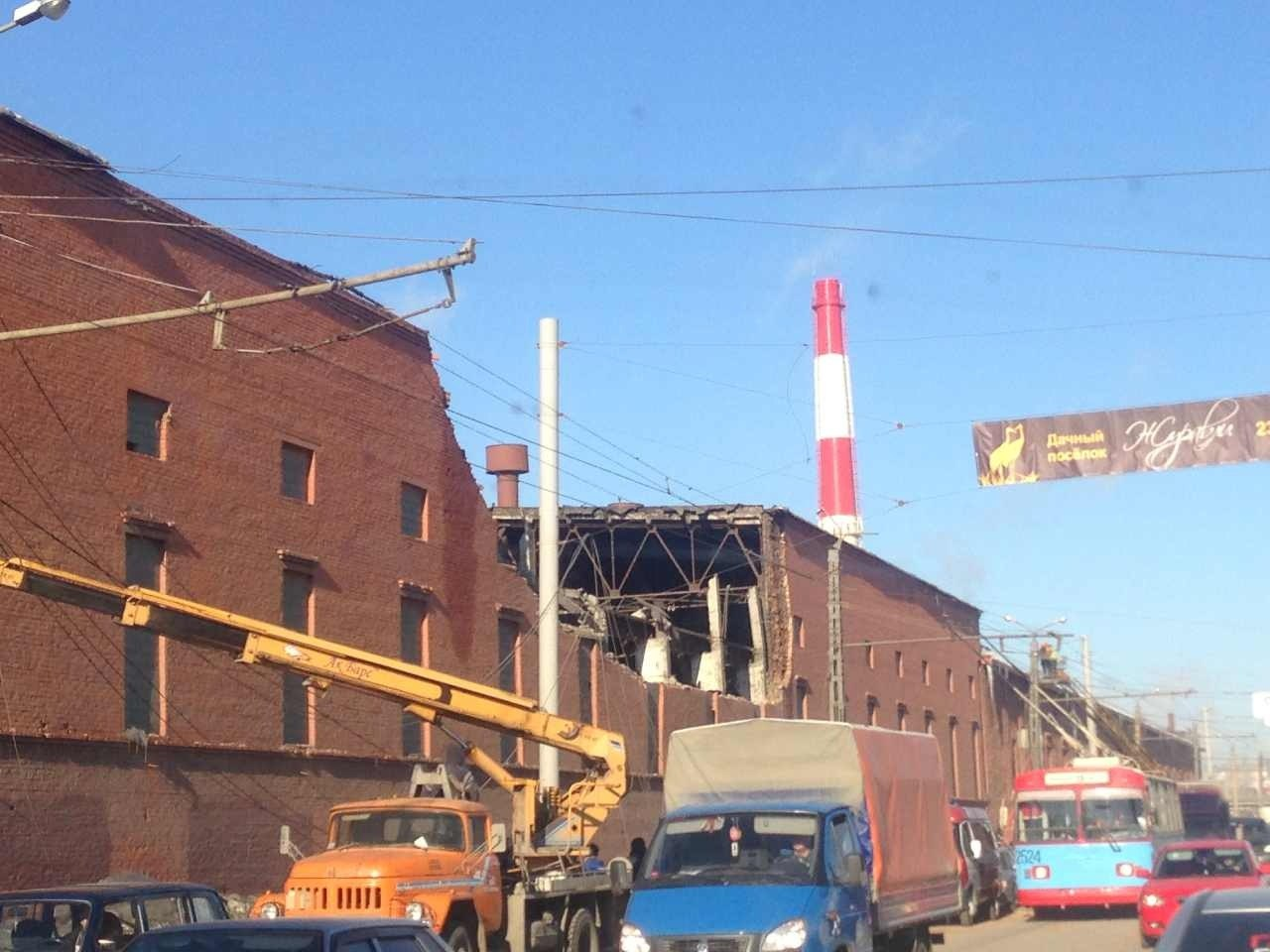
Повреждения крыши и стены склада завода от ударной волны взрыва метеорита «Челябинск». Вид со Свердловского проспекта

15 февраля 2013 года рано утром над Челябинском пролетел болид. В результате воздействия ударной акустической волны были разрушены часть кровли и стены складского корпуса завода. Обломки здания попали на проходящую рядом дорогу.
В тот же день акции завода опустились в цене на 2,5 %.

## Собственники и руководство
На декабрь 2016г. Уральская горно-металлургическая компания владеет 95.57% акций завода.
Директор завода — Избрехт Павел Александрович.

## Деятельность
На долю ЧЦЗ приходится около 2 % мирового и более 60 % российского производства цинка. ЧЦЗ единственный в России производит только цинк марки Special High Grade с чистотой не менее 99,995 % и сплавы на его основе. Марка «CZP SHG» зарегистрирована на Лондонской бирже металлов, а производственные мощности цеха электролиза позволяют выпускать до 200 000 т цинка в год. Также выпускаются кадмий, индий, серная кислота, сульфат цинка.

#### Динамика производства
2013 – 166,4 тыс. тонн товарного цинка
2014 – 168,6 тыс. тонн товарного цинка
2015  - 171 тыс.тонн товарного цинка
2016 - 174 тыс.тонн товарного цинка